# Bělá (Liberec)
Bělá è un comune della Repubblica Ceca facente parte del distretto di Semily, nella regione di Liberec.